# Kings Point (Nowy Jork)
Kings Point – wieś w Stanach Zjednoczonych, w stanie Nowy Jork, w hrabstwie Nassau.